# 北京外国语大学德语系
北京外国语大学德语学院是北京外国语大学的一个学院，简称德语学院。

## 历史
- 1950年，德语学院前身北京外国语学校德文组成立，录取14名德语生。
- 1951年，德文组与法文组合并为德法文组。
- 1951年，德法文组改成德法文系。
- 1955年，第一位外国专家，来自德意志民主共和国的汉斯·艾彻开始任教。
- 1959年，德语专业单独设系。
- 1961年，学校增设瑞典语专业，隶属德语系。
- 1962年，外交学院德语系师生并入。
- 1963年，德语系与东欧语系合并，成立新的东欧语系。
- 1966年，文化大革命开始，系内工作无法正常进行。
- 1973年，根据党中央指示，工宣队、军宣队撤出学校。
- 1979年，《德语学习》创刊。
- 1981年，德语系再度独立建系，同年被批准为硕士学位授予点。
- 2002年，德语语言文学学科被批准为国家重点学科。
- 2013年，瑞典语专业由德语系划出。
- 2019年，德语系升级为德语学院。

## 师资力量
北京外国语大学德语学院有专业教师33人，其中博士生导师6名，教授8名，副教授11名，获博士学位者29名。